# Oncousoecia diastoporides
Oncousoecia diastoporides är en mossdjursart som först beskrevs av Norman 1869.  Oncousoecia diastoporides ingår i släktet Oncousoecia och familjen Oncousoeciidae. Inga underarter finns listade i Catalogue of Life.